# Хеберлин, Брайан
Брайан Хеберлин (англ. Brian Haberlin) — американский сценарист, художник комиксов, редактор и продюсер. Он известен как один из создателей франшизы Witchblade и за его цифровой стиль искусства.

## Карьера
Брайан Хеберлин заработал степень магистра в Университете Лойола Мэримаунт. Хеберлин начал свою карьеру, работая в Lorimar/Warner Brothers Television, но в конце концов он бросил свою работу в Warner Brothers для того, чтобы продолжить карьеру в комиксах, с его пожизненной страстью.
Хеберлин начал свою карьеру, работая в Top Cow Productions, где он был вице-президентом креативного отдела. Будучи там, он стал соавтором комикса Witchblade, появление которого было вызвано отсутствием реалистичных женских супергероев в комиксах. Комикс стал настолько популярен, что не только получил несколько спин-оффов, но вышел за рамки комиксов — был снят телесериал, аниме и сейчас создаётся экранизация.
Хеберлин сформировал собственную студию в 1995 году, занимающуюся иллюстрациями и цифровым раскрашиванием для издательств комиксовMarvel Comics, DC Comics и Image Comics. Затем он создал Avalon Studious вместе с Уилчем Портасио в 1998 году. Avalon Studious опубликовала много успешных фэнтези и научно-фантастических серий, включая Stone, фэнтези-серию, использующую элементы филиппинской мифологии, Area 52, научно-фантастическую серию, которую собираются экранизировать в 2013 году, и M-Rex, которую успешно адаптировали в мультфильм Generator Rex, выпущенный каналом Cartoon Network .
Хеберлин стал главным редактором в Todd McFarlane Productions в 2006 году, и рисовал карандашом и чернилами для серии комиксов Spawn в течение двух лет он также был сценаристом.
Хеберлин сейчас ведёт сайт DigitalArtTutorials.com, на котором можно приобрести его учебники по рисованию. Также он преподаёт в колледже искусства и дизайна Минеаполиса, и является партнёром Anomaly Productions, производящей графические романы и книги для детей. В феврале 2012 года он выпустил 3D комикс для детей под названием Captain Wonder. Anomaly Productions сейчас работает над графическим романом на более, чем 300 страниц, названном Anomaly. В книге, написанной вместе с голливудским адвокатом Скипом Бриттенхемом, используется технология дополненной реальности и взаимодействует с мобильными устройствами с системой Android, а также с iPad и iPhone. Книга была выпущена в октябре 2012 года.
Хеберлин также создал фэнтезийный роман But...But...Barbarians? вместе с Герри Алангуиланом, Тоддом Макфарлейном и Wu-Tang Clan. Хеберлин сейчас ведён блог на сайте Digital Art Tutorials. Хеберлин отмечает влияние на его работы Марко Диурдевича, Эгона Шиле, Кацухиро Отомо и телесериала Остаться в живых.
Хеберлин часто сотрудничает с журналами 3D World и ImagineFX. Его работа была добавлена в постоянную коллекцию в Смитсоновском институте.
Хеберлин является частью адъюнкт факультета (англ. Adjunct Faculty) в колледже искусства и дизайна в Миннеаполисе.

### Работы в комиксах
- Cyberforce (цвета, Image Comics, 1994)
- Codename: Stryke Force (цвета, Image Comics, 1994–1995)
- (цвета, Image Comics, 1995)
- Witchblade (цвета, сценарий, Image Comics, 1995–1997)
- Vampirella: Sad Wings of Destiny (цвета, Harris Comics, 1996)
- Kiss: Psycho Circus (цвета, Image Comics, 1996–1997)
- Tales of the Darkness (цвета, сценарий, Image Comics, 1998)
- Stone (в соавторстве с Вайлсом Портацио, Avalon Studios, 1998)
- Aria (цвет, сценарий, Avalon Studios, 1999)
- The Wicked (редактирование, Avalon Studios, 1999)
- The Nine Rings of Wu-Tang (в соавторстве с Аароном Булаком и раскрашенный Клейтоном Генри, Avalon Studios (Image Comics), 1999–2000)
- Area 52 (совместно нарисованный с Клейтоном Генри, мини-серия из 4-выпусков, Image Comics, 2001)
- Aria: The Soul Market (в соавторстве с Брайаном Холгуином, Avalon Studios, 2001)
- Athena Inc. The Manhunter Project (сценарий, Avalon Studios, 2002)
- Aria Volume 3: The Uses of Enchantment (в соавторстве с Брайаном Холгуином, Lan Medina, and Jay Anacleto, Image Comics, 2004)
- Spawn Manga (сценарий Дзюзо Токоро и перевод Фраэнсиса Такэнаги, Image Comics, 2005–2006)
- Spawn: Godslayer (сценарий Брайана Холгуина и иллюстрации Джея Анаклето, Image Comics, 2007)
- Spawn (в соавторстве с Дэвидом Нин, Image Comics, 2006–2008)
- Captain Wonder 3D (в соавторстве с Филиппом Таном, Image Comics, 2011)
- Anomaly (Anomaly Productions, 2012)

### Работа вне комиксов
- But...But...Barbarians? (совместно James Haberlin, Image Comics, 2005)
- Neo Beauties: The Pin-Up Art of Brian Haberlin (Image Comics, 2005)

## Награды
- Номинация на «Лучший колорист» Wizard Fan Award (за Aria)[14]